# Anodocheilus villae
Anodocheilus villae är en skalbaggsart som beskrevs av Young 1974. Anodocheilus villae ingår i släktet Anodocheilus och familjen dykare. Inga underarter finns listade i Catalogue of Life.